# Хируко (мифология)
Хируко или Хируго — солнечное божество в японской мифологии, похожее на Аматэрасу, но гораздо менее известное.
Старейшим литературным источником мифа о Хируко является «Нихонги», работа по японской истории и мифологии, относящаяся к VIII веку. Хируко описывается как сын космогонической пары Идзанами и Идзанаги, которыми был брошен сразу после рождения из-за уродливой внешности. Он был похож на медузу.
Некоторые более поздние мифографы описывают его как пиявку.